# Advances in Mathematics
Advances in Mathematics es una revista científica revisada por pares que cubre la investigación sobre matemáticas puras. Fue fundada en 1961 por Gian-Carlo Rota.  La revista publica 18 números cada año, en tres volúmenes.
En un principio, la revista tenía como objetivo publicar artículos dirigidos a una "comunidad matemática" más amplia, y no sólo a los matemáticos del campo del autor. Herbert Busemann escribe, en el prefacio del primer número,  "Hace tiempo que se siente la necesidad de artículos expositivos que se dirijan a todos los matemáticos o sólo a aquellos en campos algo relacionados, pero se ha hecho poco fuera de la URSS. La publicación en serie Avances en Matemáticas se creó en respuesta a esta demanda."

## Resumen e indexación
La revista está resumida e indexada en: 
- CompuMath Citation Index
- Current Contents
- Mathematical Reviews
- Science Citation Index
- Scopus
- Zentralblatt MATH